# Tatiana Romanowa

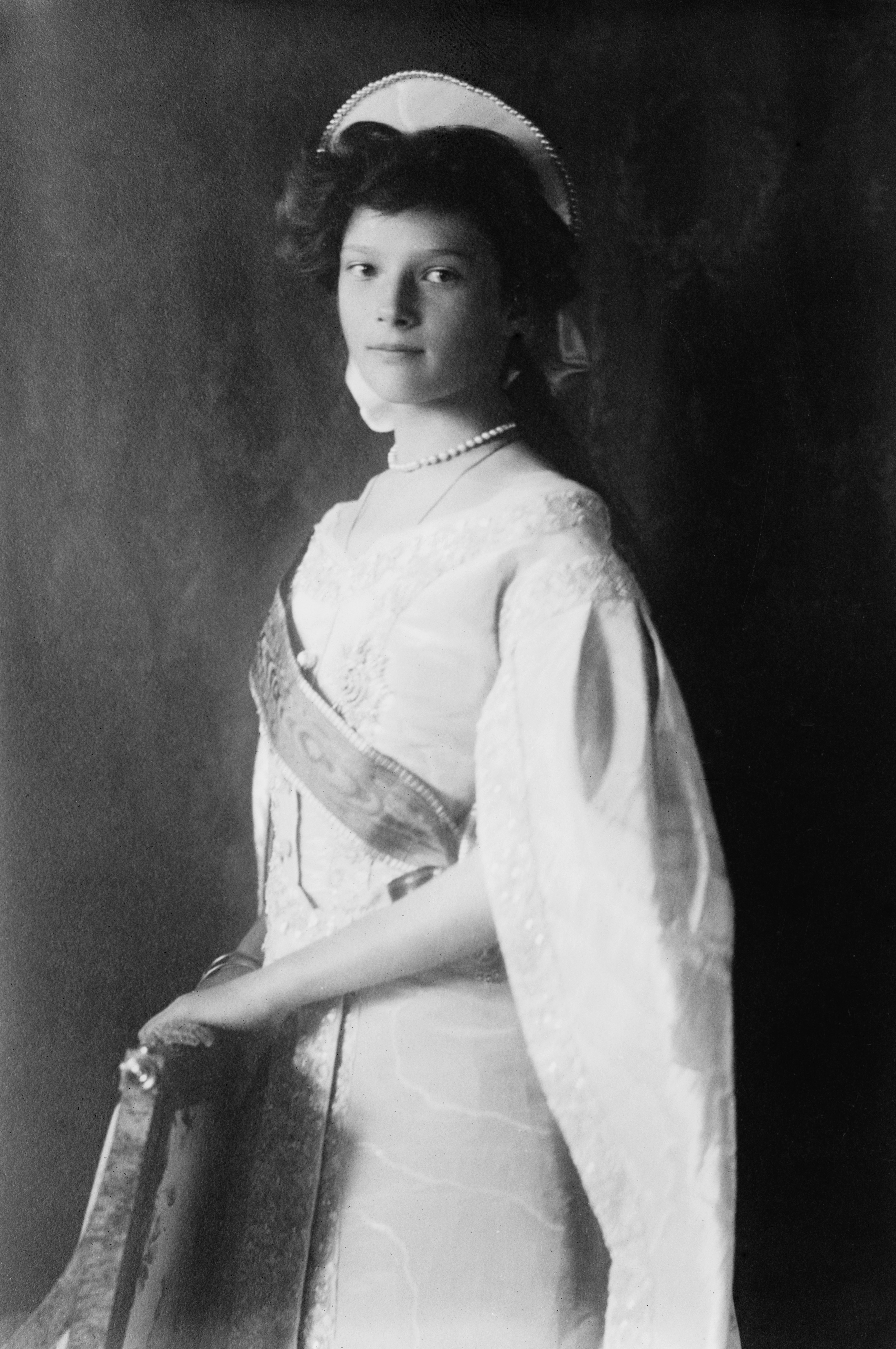
Wielka księżna Tatiana Romanowa, 1910 rok.

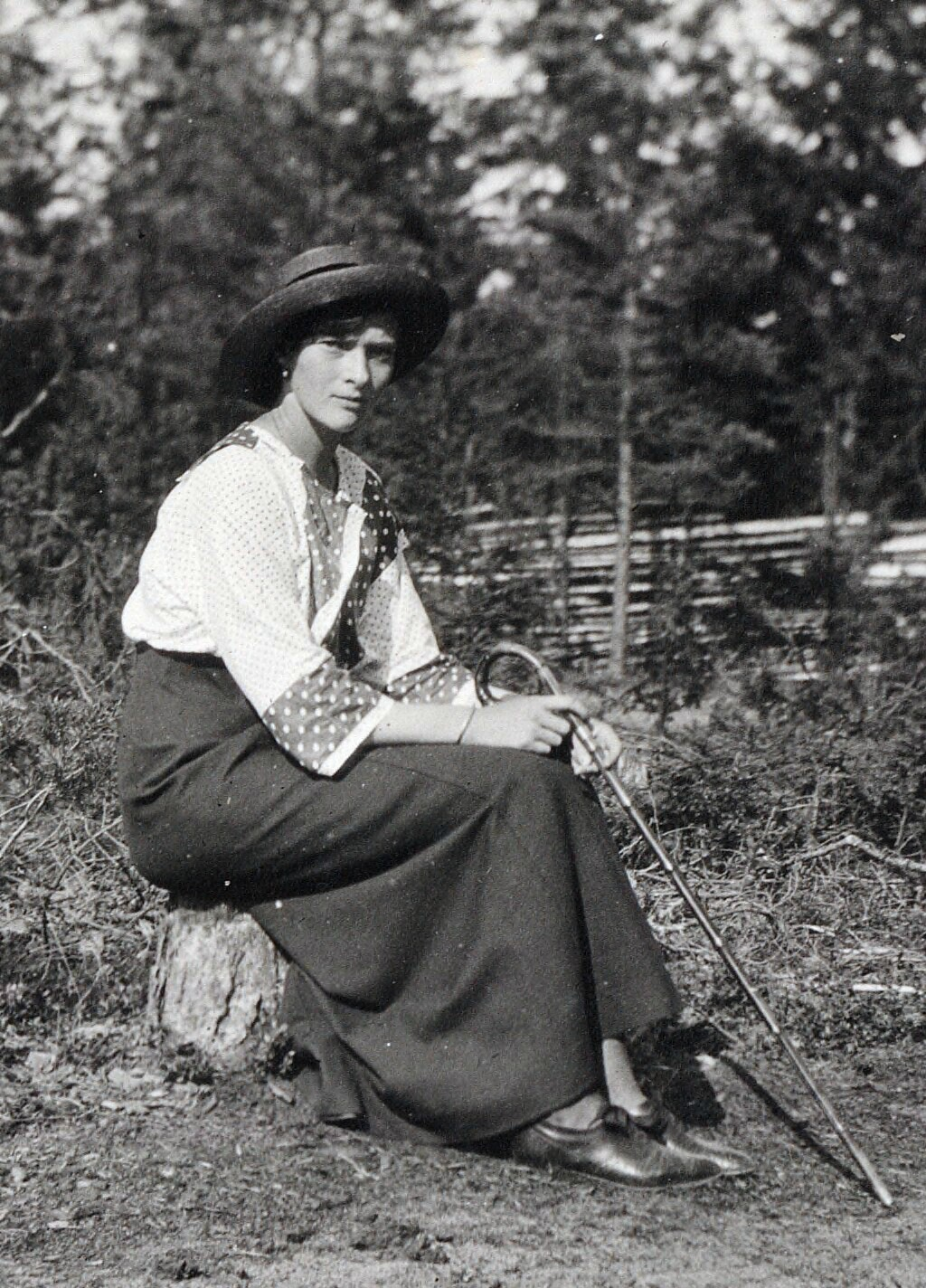
Wielka księżna Tatiana Romanowa, 1914

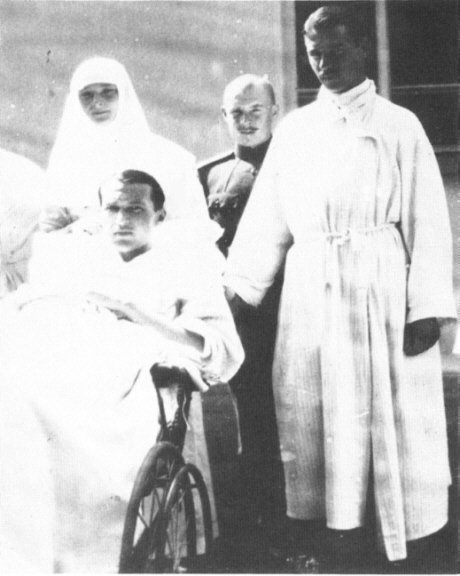
Tatiana jako pielęgniarka w czasie I wojny światowej

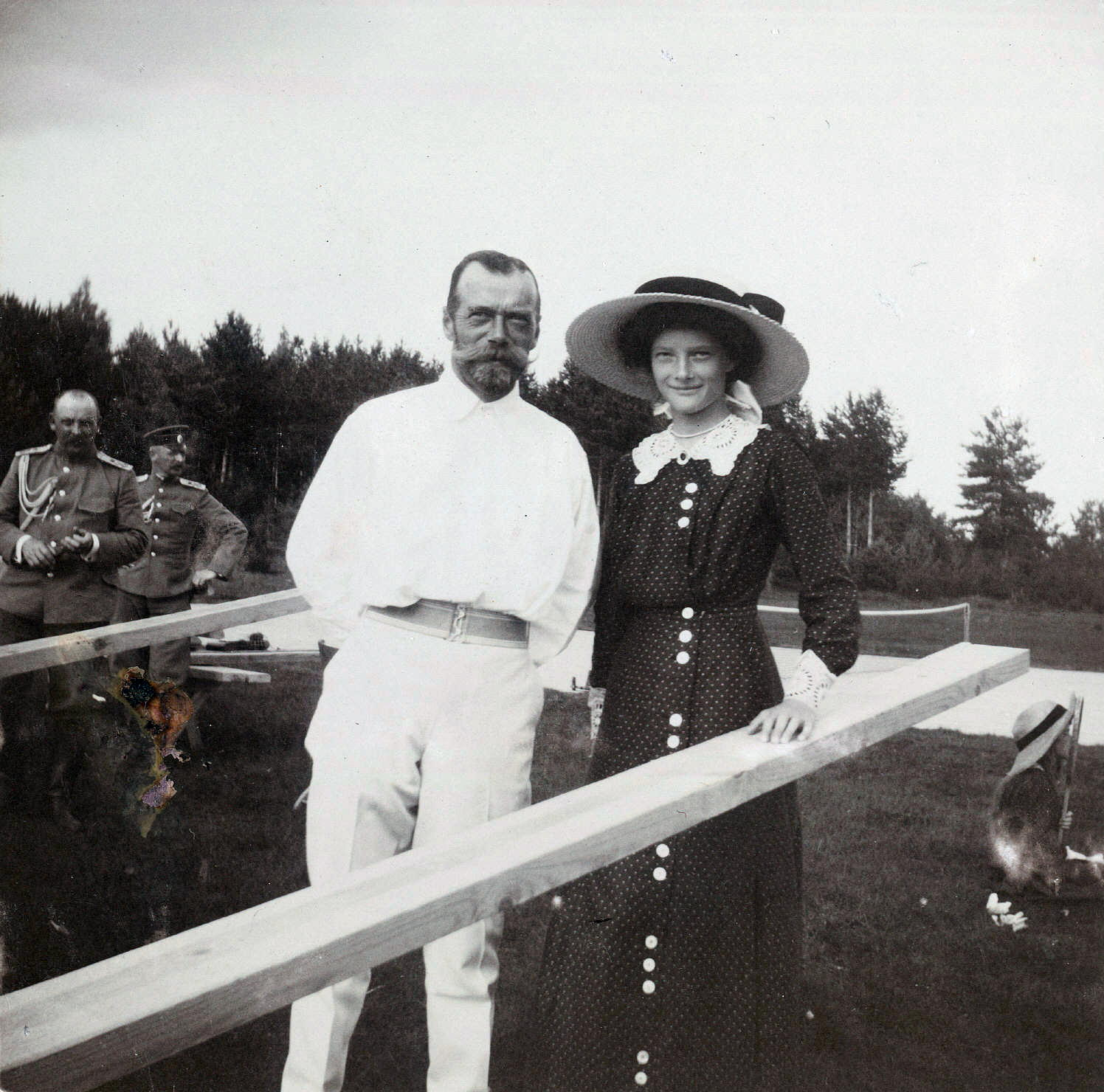
Tatiana z ojcem

Tatiana Mikołajewna Romanowa (ur. 29 maja?/10 czerwca 1897 roku w Peterhofie, zm. 17 lipca 1918 w Jekaterynburgu) – wielka księżna rosyjska, druga córka cara Mikołaja II i carycy Aleksandry Fiodorowny, święta prawosławna.

## Życiorys

### Dzieciństwo i dorastanie
Tatiana Mikołajewna Romanowa urodziła się 10 czerwca (29 maja według starego stylu) w pałacu carskim w Peterhofie. Była drugim dzieckiem i drugą córką Mikołaja II i Aleksandry Fiodorowny, młodszą o dwa lata od swojej siostry Olgi. Będąc w ciąży, caryca miała nadzieję na urodzenie syna, który mógłby – zgodnie z panującym prawem sukcesyjnym – zostać następcą tronu. Również narodziny dziewczynki były jednak dla rodziców powodem do szczęścia – w swoim pamiętniku Mikołaj II nazwał dzień narodzin Tatiany drugim – po dniu przyjścia na świat Olgi – szczęśliwym dniem w naszym życiu rodzinnym.
Aleksandra Fiodorowna zdecydowała, by jej córki – zarówno najstarsze Olga i Tatiana, jak i urodzone później Maria i Anastazja – były przez całe dzieciństwo traktowane z możliwie największą prostotą. Służba otrzymała polecenie, by zwracać się do nich, posługując się imieniem i otczestwem zamiast pełnego przysługującego im tytułu. Tatiana była tak przyzwyczajona do bezpośredniego zwracania się do siebie, że oczekiwała od dworzan, by również publicznie rezygnowali z nazywania jej zgodnie z wymogami pełnej etykiety. Wszystkie siostry były ze sobą silnie związane emocjonalnie, większość czasu spędzały razem. Jak wspominał urzędnik carski Mossołow, dziewczęta były izolowane od świata w celu zapewnienia im bezpieczeństwa (zwłaszcza po 1905) i nie miały innych przyjaciół bliskich im wiekowo. Wielkie księżne zawsze podpisywały listy i prezenty wspólnym monogramem OTMA, złożonym z pierwszych liter ich imion. Tatiana była jednak najsilniej związana ze starszą siostrą, Olgą, z którą dzieliła pokój. Rodzice i służba określały je jako „Wielką Parę”, w odróżnieniu od „Małej Pary” tworzonej przez Marię i Anastazję. W kontaktach między sobą wielkie księżne używały języka angielskiego lub języka rosyjskiego, ze swoim bratem Aleksym i ojcem rozmawiały po rosyjsku, zaś z matką – po angielsku. Ponadto uczyły się francuskiego. Ich pierwszą nauczycielką angielskiego była guwernantka Margaret Eager, co sprawiło, że posługiwały się tym językiem z wyraźnym akcentem irlandzkim.
Zgodnie z tradycją wielkie księżne uczyły się jedynie w domu; ich matka żywo interesowała się ich edukacją. Ponadto dziewczęta od najmłodszych lat były wdrażane do regularnego uczestnictwa w nabożeństwach prawosławnych i lektury literatury religijnej. Tatiana najczęściej ze wszystkich sióstr czytała książki teologiczne, co dla niektórych dworzan było dowodem jej głębokiej wiary. Inni byli zdania, że dziewczyna starała się w ten sposób jedynie spełnić oczekiwania głęboko religijnej matki.
Mossołow w swoich wspomnieniach twierdzi, że wszystkie cztery siostry były bardzo uzdolnione i gdyby chodziły do szkoły publicznej, z pewnością należałyby do najlepszych uczennic. Oprócz języków obcych Tatiana uczyła się również gry w tenisa, gry na fortepianie i rysunku, jednak nie przejawiała szczególnego zainteresowania żadnym z tych zajęć. Interesowała się natomiast modą i dbała o własny elegancki wygląd, chętnie sama szyła i haftowała. Zgodnie z życzeniem matki prowadziła pamiętniki, z których większość spaliła po wyjeździe do Tobolska, podobnie jak Olga. Tatiana – najbardziej z sióstr – przypominała charakterem swoją matkę, najlepiej ją rozumiała i najchętniej spędzała z nią czas. Anna Wyrubowa w swoich wspomnieniach nazwała ją „niemal doskonałym nowym wcieleniem matki”. Według wspomnień pokojowej Elżbiety Ersberg właśnie ona, obok najmłodszej Anastazji, była najbardziej posłuszna w stosunku do rodziców. Z kolei guwerner Aleksego Romanowa Pierre Gilliard opisywał Tatianę jako ładniejszą od swojej starszej siostry, ale mniej otwartą i spontaniczną. Z kolei Anna Wyrubowa wspomina, iż właśnie Tatiana najbardziej pragnęła mieć wielu przyjaciół i obracać się w towarzystwie. Cieszyła się również szacunkiem młodszego rodzeństwa, które nazywało ją „gubernatorową”.
W odróżnieniu od Olgi, sceptycznie, a następnie nieprzychylnie nastawionej do obecności Rasputina na dworze carskim, Tatiana pozostawała w dobrych relacjach z domniemanym cudotwórcą. Zachowały się listy, jakie pisała do niego jako jedenastoletnia dziewczynka; wyraża w nich wiarę w dobroć i wszechmoc Rasputina. Podobnie jak jej matka i siostry, a także Anna Wyrubowa, Tatiana była obiektem plotek związanych z jej rzekomym uczestnictwem w orgiach, których organizatorem miał być Rasputin. Pojawiały się również informacje, jakoby Rasputin, mający prawo wolnego wstępu do sypialni wielkich księżnych, miał usiłować zgwałcić Tatianę. Wielka księżna jednak nie wspominała nigdy o takim wydarzeniu, a po zamordowaniu Rasputina była głęboko poruszona.
Ze względu na niepewność czasów, w jakich żyła, Tatiana – mimo chęci – nader rzadko pojawiała się w eleganckim towarzystwie i na oficjalnych spotkaniach. Nigdy też – mimo osiągnięcia odpowiedniego wieku 16 lat – nie została oficjalnie wprowadzona na rosyjskie salony. Jedną z jej nielicznych rozrywek związanych z opuszczaniem pałacu były regularne wyjścia z ojcem i Olgą do teatru. W czasie jednego z takich wyjść Tatiana była świadkiem zabójstwa premiera Piotra Stołypina. Uczestniczyła natomiast w pracach działających przy dworze organizacji charytatywnych.

### I wojna światowa i uwięzienie
Po wybuchu I wojny światowej Tatiana podjęła – razem z matką i Olgą – pracę pielęgniarki w lazarecie. Ukończyła w tym celu kurs przygotowawczy. Wszystkie asystowały przy operacjach. Wielka Księżna Tatiana przekazywała też przez okres wojny wielokrotnie środki na rzecz poszkodowanych przez wojnę w Polsce. Jeszcze na kilka dni przed abdykacją ojca, przekazała ks. Zdzisławowi Lubomirskiemu kwotę 400 000 rubli. 8 marca 1917, już po podpisaniu przez Mikołaja II aktu abdykacji, na polecenie Rządu Tymczasowego była rodzina carska została oddana pod straż. Romanowom odebrano dawną eskortę i pozwolono swobodnie poruszać się jedynie po wyznaczonym im na mieszkanie Pałacu Aleksandryjskim w Carskim Siole. Tatiana była wówczas podobnie jak reszta rodzeństwa chora na odrę. O zmianie położenia rodziny poinformowała ją matka; wielka księżna ciężko przeżyła tę wiadomość. 31 lipca 1917, chcąc oddalić Romanowów od coraz bardziej skomplikowanej sytuacji politycznej w Piotrogrodzie, a także utrudnić jej ewentualną ucieczkę, Rząd Tymczasowy zdecydował się o wywiezieniu byłego cara, jego żony i dzieci do Tobolska. Tatiana razem z rodziną została przewieziona chronionym pociągiem, oflagowanym symbolami Czerwonego Krzyża, zaś termin podróży rodziny do ostatniej chwili utrzymywano w tajemnicy, także przed wywożonymi. Według oficjalnej wersji przedstawionej przez rząd 6 sierpnia, po dotarciu Romanowów na przeznaczone miejsce, dzieci byłej pary carskiej dobrowolnie udały się do Tobolska razem z rodzicami. Rodzina zamieszkała w specjalnie urządzonej dawnej rezydencji gubernatorskiej, nazwanej po rewolucji lutowej Domem Wolności. Mimo ściśle kontrolowanego i skromnego życia Romanowowie starali się kultywować niektóre tradycje dworskie, np. zwracając się do siebie, używając zlikwidowanych już tytułów monarszych. Ważną rolę w życiu uwięzionych odgrywał także regularny udział w nabożeństwach, codzienna wspólna modlitwa oraz lektura książek religijnych i Pisma Świętego. Tatiana stała się w tym okresie szczególnie religijna, co było kolejną cechą upodabniającą ją do matki.
25 kwietnia 1918 była para carska została przewieziona do Jekaterynburga. Aleksandra Fiodorowna mogła zabrać ze sobą tylko jedną córkę; wybrała Marię. Chciała bowiem, by Tatiana – jako najsolidniejsza i będąca w najlepszym zdrowiu – prowadziła tymczasowo gospodarstwo i zajmowała się Aleksym. Razem z pozostałym rodzeństwem i służbą dotarła do rodziców w maju tego samego roku na statku Ruś. Rodzina została rozlokowana w domu Ipatiewa, w którym mieszkała pod strażą aż do egzekucji. Tatiana dzieliła pokój z trzema siostrami. Według ostatnich notatek z zachowanego dziennika Aleksandry Fiodorowny w ostatnich miesiącach życia religijność jej drugiej córki jeszcze się pogłębiła. Tatiana regularnie czytała Pismo Święte; w ostatnim dniu życia razem z matką czytały Księgę Amosa i Księgę Abdiasza.

### Śmierć
Tatiana Romanowa została rozstrzelana w Jekaterynburgu w nocy z 16 na 17 lipca 1918 razem z całą rodziną. W momencie śmierci miała 21 lat. Decyzja o śmierci Romanowów miała zapaść na najwyższym szczeblu bolszewickich władz państwowych już w kwietniu 1918. Wcześniej Rada Komisarzy Ludowych rozważała zorganizowanie pokazowego procesu obalonego cara, na wzór procesu Ludwika XVI w czasie rewolucji francuskiej w 1792. Ostatecznie jednak, w obawie przed uwolnieniem zdetronizowanego cara przez Białe Armie w Moskwie zapadła decyzja o egzekucji Romanowów. Śmierć wszystkich członków rodziny miała uniemożliwić wykorzystanie któregokolwiek z nich jako politycznego symbolu przez przeciwników rewolucji.
W nocy z 16 na 17 lipca Romanowowie zostali poproszeni o ubranie się i zejście do piwnicy, rzekomo w celu przygotowania do wyjazdu, przez nadzorującego straż nad nimi Jakowa Jurowskiego. Na prośbę cara w pomieszczeniu, do którego ich zaprowadzono, zostały ustawione krzesła dla Mikołaja i Aleksandry, córki stanęły za matką. Jurowski oznajmił, że z powodu prób odbicia Romanowów z rąk bolszewików muszą oni zostać zabici. Zszokowany car przerwał w tym momencie lekturę wyroku, na co Jurowski natychmiast wyjął rewolwer i strzelił najpierw do niego, a następnie do carewicza Aleksego, którego ojciec trzymał na rękach. Według relacji jednego z członków plutonu egzekucyjnego, Andrieja Striekotina, Aleksandra Fiodorowna i Olga przeżegnały się, widząc broń w rękach pozostałych strażników. Według zeznań czekisty Miedwiediewa pierwsze strzały zostały wymierzone do cara i carycy, do ich dzieci strzelano w drugiej kolejności. Tatiana, podobnie jak pozostałe córki Mikołaja II, przeżyła pierwszą salwę, gdyż w jej gorsecie zaszyta była część należących do niej drogich kamieni. Została zabita strzałem w głowę z bliska.
Po egzekucji ciała ofiar zostały obdarte z biżuterii i wywiezione razem z innymi do lasu w okolicy wsi Koptiaki. W celu uniemożliwienia identyfikacji zwłok wszystkie ciała zostały poćwiartowane i spalone, zaś twarze dodatkowo zdeformowane kwasem. Jakow Jurowski w szyfrowanej depeszy poinformował Swierdłowa o egzekucji. 25 lipca 1918 Izwestia informowały o straceniu byłego cara, zapewniając jednak równocześnie, że jego rodzina znajduje się w bezpiecznym miejscu. O wiadomości o losie byłej carycy i jej dzieci wielokrotnie zabiegała ambasada niemiecka, otrzymując uspokajające zapewnienia o przetrzymywaniu ich w Permie. Osobne śledztwo w sprawie Romanowów prowadzili Biali po wejściu do Jekaterynburga i odkryciu śladów egzekucji w piwnicy domu. Przesłuchiwani przez nich chłopi z Koptiaków wskazali jako miejsce ukrycia szczątków uroczysko „Czterech Braci”, na którym 17 lipca zostali zatrzymani przez zbrojnych czerwonoarmistów i zmuszeni do wyjścia z lasu. Na uroczysku nie znaleziono szczątków Tatiany. O tym, że w miejscu tym pochowano Romanowów, mogły świadczyć jedynie odnalezione pojedyncze przedmioty należące do ofiar (np. medalion Olgi z wizerunkiem św. Mikołaja). Szczątki zamordowanych (oprócz ciał Aleksego i Marii) zostały odnalezione dopiero w czerwcu 1991 i pochowane 17 czerwca 1998 w soborze Świętych Piotra i Pawła w Petersburgu.

## Samozwańcy
Według Michaela Occleshawa, autora książki „Spisek na życie Romanowów: Romanowowie i dom Windsor”, Tatiana miała być uratowana i ewakuowana do Anglii, gdzie poślubiając żołnierza, żyła pod imieniem Larissa Tudor (zm. 1926). Natomiast w końcu lat 30. za cudownie uratowaną Tatianę podawała się kobieta nazwiskiem Maddess Aiort.

## Kanonizacja i rehabilitacja
15 sierpnia 2000 Synod Biskupów Rosyjskiego Kościoła Prawosławnego uznał Mikołaja II i jego rodzinę za cierpiących za wiarę i dokonał ich kanonizacji. Podstawą do uznania rodziny carskiej za świętych była ich postawa w czasie uwięzienia i głęboka wiara wszystkich członków rodziny. Romanowowie nie uzyskali tytułu „męczenników”, a jedynie „cierpiących za wiarę” (ros. страстотéрпец), gdyż fakt wyznawania prawosławia nie był bezpośrednim powodem ich rozstrzelania. Mimo nienadania Romanowom kanonicznych tytułów męczenników funkcjonują oni w ten sposób w prawosławnej opinii publicznej, jak również w oficjalnych publikacjach i na ikonach. Wcześniej, w 1981, rodzina carska została kanonizowana przez niekanoniczny ówcześnie Rosyjski Kościół Prawosławny poza granicami Rosji. Wszyscy członkowie rodziny zostali uznani za nowomęczenników. Część duchownych tego Kościoła głosiła pogląd, iż Romanowowie padli ofiarą mordu rytualnego, czego miały dowodzić znaki i napisy pozostawione na ścianach domu Ipatiewa napisy. Pogląd ten został jednak odrzucony przy ich kanonizacji przez Rosyjski Kościół Prawosławny.

## Tatiana w kulturze
- W filmie Nicholas and Alexandra (pol. Mikołaj i Aleksandra) z 1971 Tatianę zagrała Lynne Frederick (1954-1994).
- W filmie The Lost Prince (pol. Nieznany książę), opowiadającym historię najmłodszego i zapomnianego syna króla Wielkiej Brytanii Jerzego V – księcia Jana, w rolę Wielkiej Księżnej Tatiany wcieliła się Holly Boyd (była to rola epizodyczna – sceny: odwiedziny rodziny carskiej w Anglii oraz pobyt na Syberii i morderstwo Romanowów).
- Tatiana Romanowa jest jedną z bohaterek powieści Sekret Tatiany autorstwa Gill Paul. Książka stała się bestsellerem USA Today oraz zajęła pierwsze miejsce na liście bestsellerów Kindle[38][39].

## Literatura
- Łarysa Jermiłowa, Ostatni car, Wyd. Muza, Warszawa 2007, ISBN 978-83-7495-223-1.
- Janusz Kutta, Pamiętnik Mikołaja II, 2006, ISBN 83-89667-55-X.
- Andriej Maylunas, Siergiej Mironenko, Mikołaj II i Aleksandra: Nieznana korespondencja, Wyd. Amber, 1998, ISBN 83-7169-547-0
- Robert K. Massie, Mikołaj i Aleksandra, Wyd. Bellona, 1995, ISBN 83-11-08418-1.
- Robert K. Massie, Romanowowie: ostatni rozdział, Wyd. Amber, 2007, ISBN 978-83-241-2890-7.
- Shay McNeal, Ocalić cara Mikołaja II, 2004, ISBN 83-7311-895-0.